# 제1대 준남작 로버트 하트 경
제1대 준남작 로버트 하트 경(영어: Sir Robert Hart, 1st Baronet, 중국어: 赫徳, GCMG, 1835년 2월 20일~1911년 9월 20일)은 청나라 말기 초대 준남작 양관 총세무사를 지낸 영국인이다.

## 생애
아일랜드 얼스터의 아마주 포터다운에서 태어났다.
1853년 퀸즈 칼리지를 졸업하고, 다음 해 홍콩에 도착해서 중국어를 배운 후 닝보에 옮겼다. 그후 1858년에 광동 영사관 연합군 군정청 장관에 취임 이듬해 광동 해관 담당 세무사에 취임했다. 1863년에 총세무사로 취임한 후 40년 가까이 중국에 머물면서 일정한 영향력을 가졌다.
1900년, 의화단 운동 시에는 외교 교섭에 분주했다. 1908년에 휴가를 받아 귀국하였고, 3년 후에 총세무사 재직하던 중 그대로 사망했다.
사후 현재의 상하이 해관 앞에 그의 동상이 세워져 있었으나, 지금은 남아 있지 않다.

## 같이 보기
- 어니스트 매이슨 사토우